# 永安旅遊
永安旅遊（前港交所上市編號：1189）（香港旅行社牌照號碼：350074）是香港历史最悠久、规模最大的旅行社，主要提供出入境旅游及酒店预订服务，2011年被中国互联网旅游供应商携程网收购。

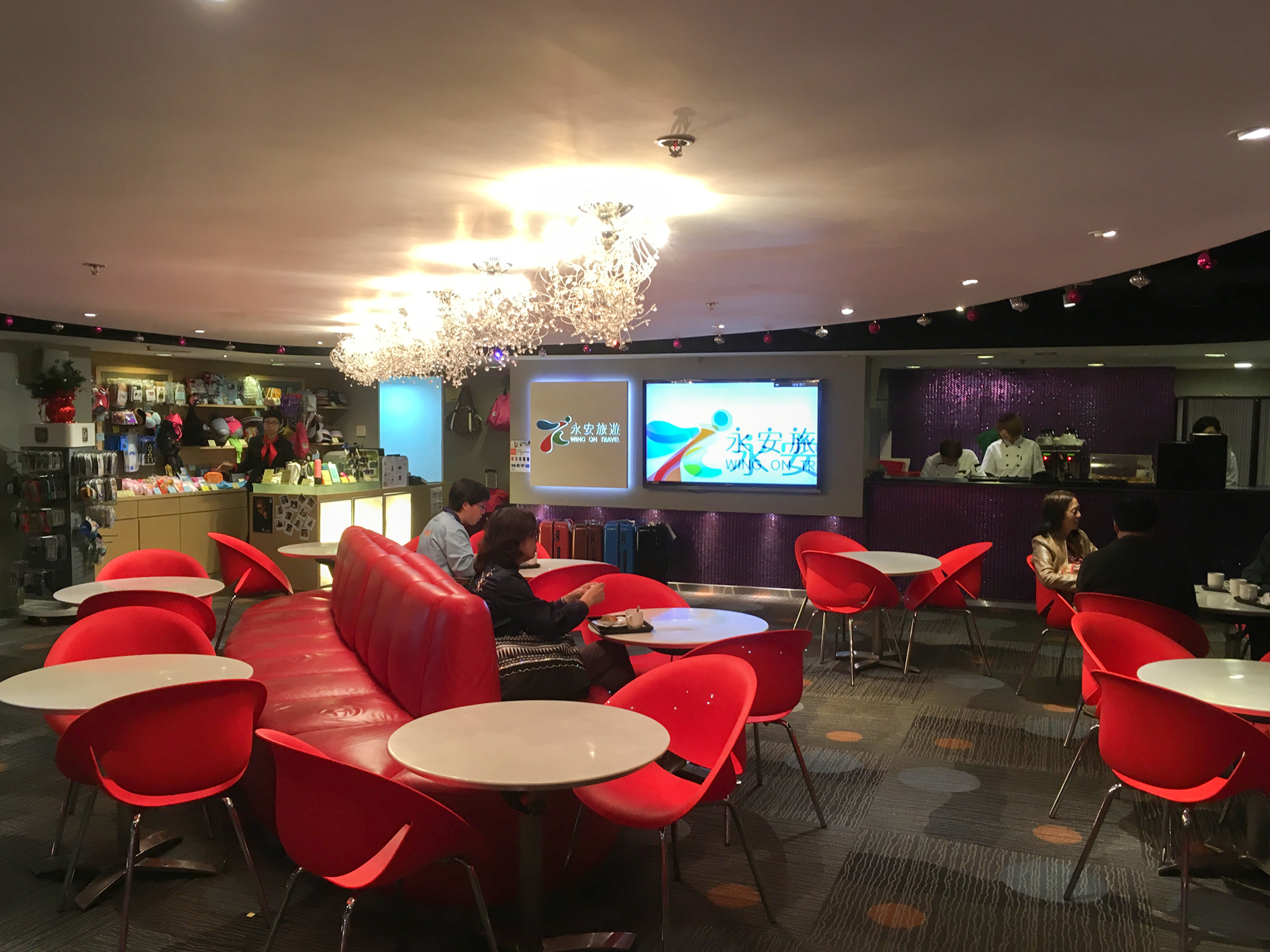
尖沙咀加拿芬廣場茶會室（2016年）

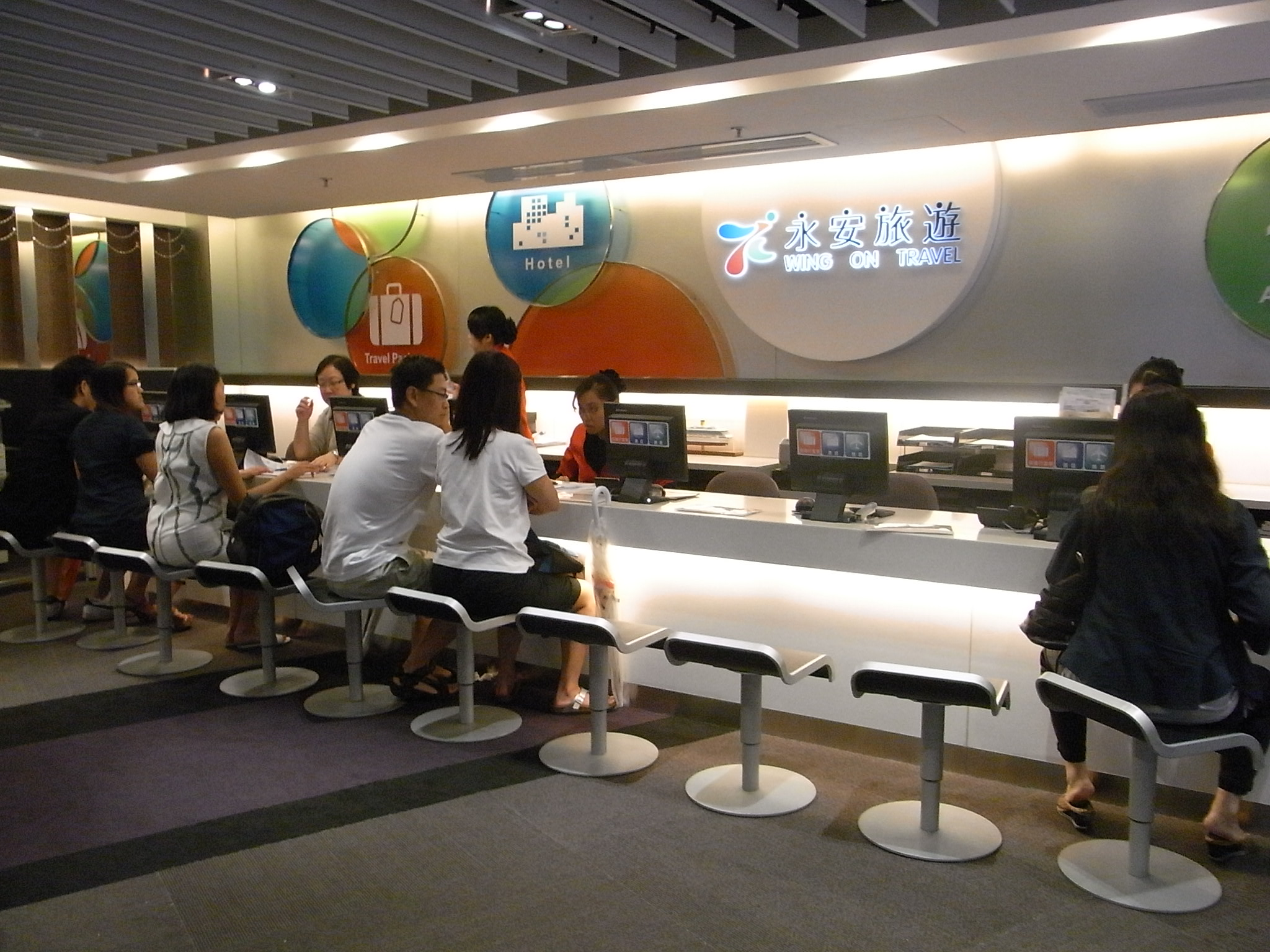
恆隆中心分行（2010年）

## 历史
其母公司曾經為德祥企業，於1997年10月6日在香港交易所上市。其主要同類競爭對手有康泰旅行社、星晨旅遊和東瀛遊等。
永安旅遊於1964年成立，當時名為永安旅遊（服務）有限公司，1989年被辰達集團收購時共有8間分行，在1997年曾增加至37間。公司現設有8間分行，分行遍佈香港、九龍、新界及澳門，大部份設立於港鐵鐵路沿線的商廈。
1997年開始提供來往香港及廣東省各城鎮的旅遊巴士服務，同年在百慕達成立控股公司辰達永安旅遊（控股）有限公司，1998年開始提供往來香港國際機場及各酒店的巴士服務。
2002年，永安旅遊的母公司辰達永安及當時的正、副主席陳若偉、陳若磐兄弟，捲入債務糾紛。（具體是辰達永安及辰達集團由1996年開始，向廣東省銀行借貸，並由陳氏兄弟任還款擔保人。）被中銀香港入稟高等法院追討9億5,000萬港元的款項。2003年1月17日，公司非執主席陳若偉，及其弟陳若磐，被廣東發展銀行深圳分行入稟法院，追討貸款共1,122萬港元。
2010年，已出售給攜程旅行網，由珀麗酒店控股有限公司（大灣區聚變力量前身）取代。
2012年，wingontravel.com一站式網上預訂平台正式推出，提供機票、酒店、自由行網上預訂服務。
2014年，推出全新手機應用程式，讓客戶體驗實時預訂全球機票、酒店、自由行套票和旅行團產品，現在已經支持火車票、玩樂套票等旅遊產品預訂，成為一站式預訂APP。
2017年，永安旅遊APP下載次數超過100萬。
2020年11月30日，公司表示因受新冠病毒疫情嚴重打擊，裁員120人，約佔整體員工編制兩成。
2024年12月，永安旅遊為進一步提升公司的營運組織，以推進未來的企業發展方針，現謹宣布由2024年12月起，任命譚勇民先生為永安旅遊行政總裁，馬世文先生為總經理，梁港蘭女士擔任董事長。

## 爭議事件

### 被指股價向下炒
2010年4月，永安旅遊小股東在公司股東會後抗議永安旅遊股價被「向下炒」。香港投資者學會主席譚紹興指有上市公司出現股價向下炒現象，有關公司會進行多次的股份合併及供股配股等活動，而大戶會把公司股價壓低，才在市場買入相關股份。譚紹興亦指出，香港證監會鮮有要求公司為股價急跌作出解釋。

## 觀光交通工具

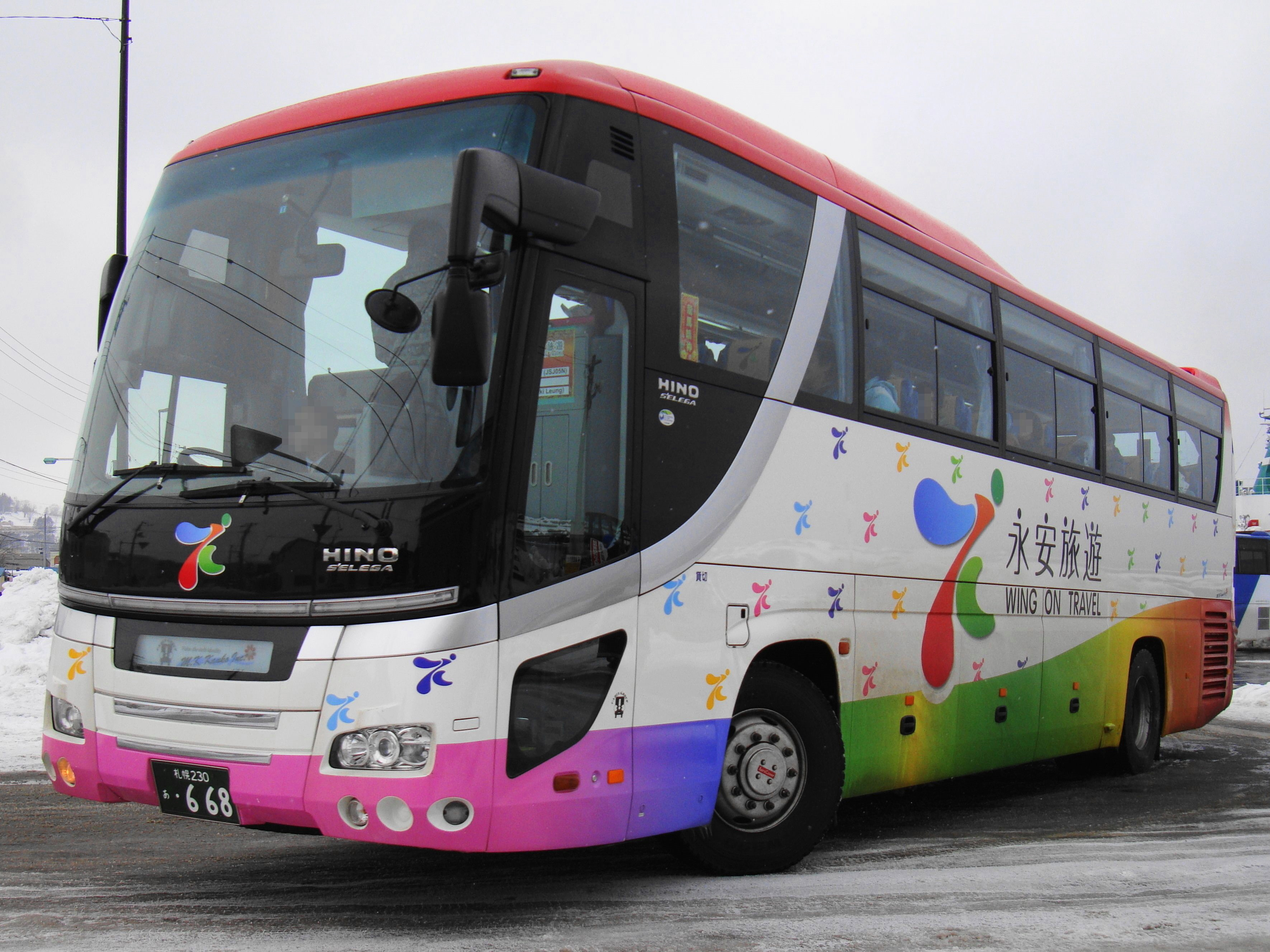
永安旅遊専用巴士（日本、北海道）
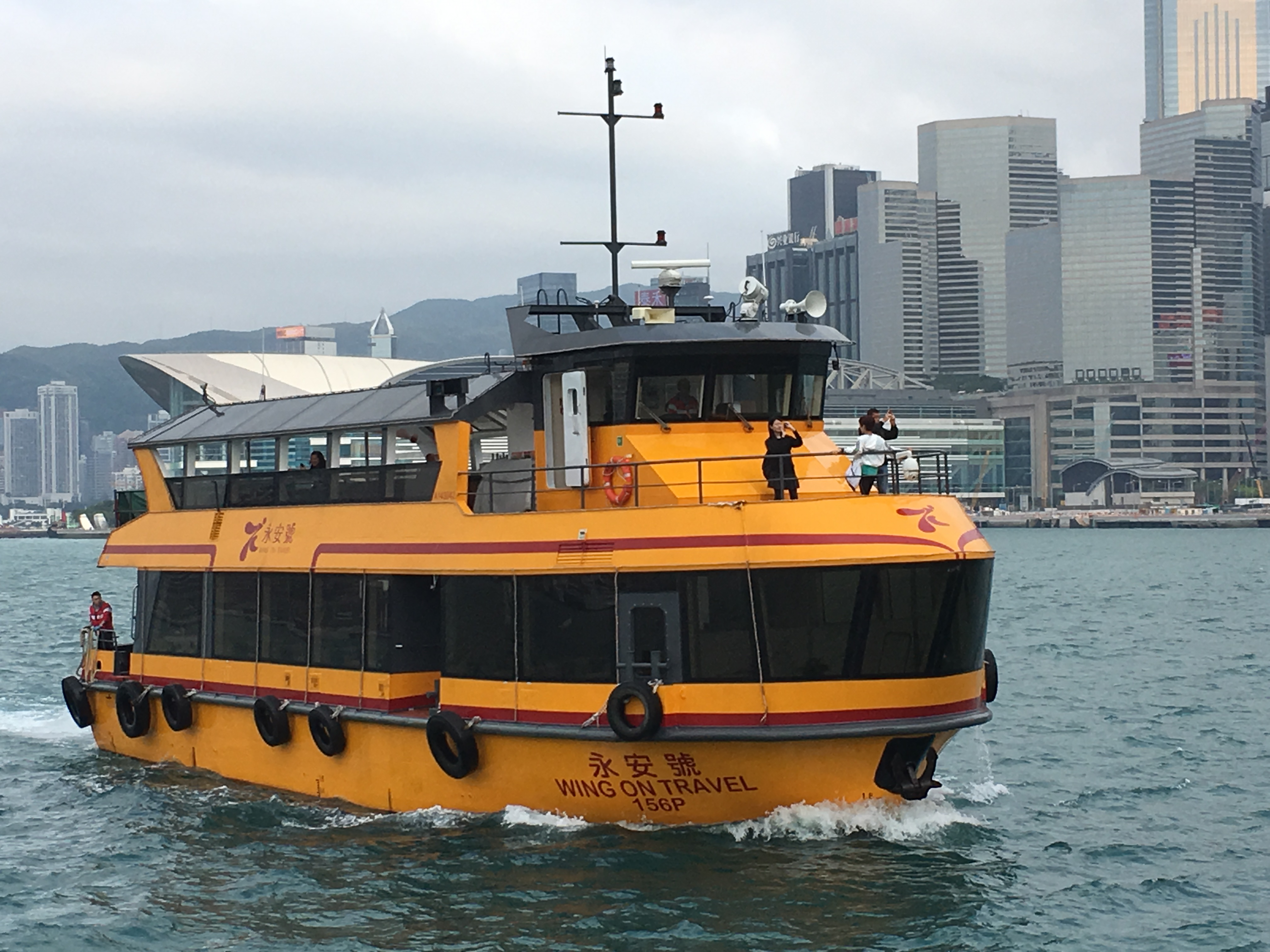
永安號

## 資料來源
1. ↑  . Jetso Hacker. 2023-08-29  [2023-09-09]. （原始内容存档于2023-09-03） （中文（臺灣））.
2. ↑  .   [2017-04-28]. （原始内容存档于2021-03-08）.
3. ↑  . the-sun.on.cc.   [2025-08-11]. 参数|title=值左起第1位存在替换字符 (帮助)
4. ↑  . the-sun.on.cc.   [2025-08-11]. 参数|title=值左起第1位存在替换字符 (帮助)
5. 1 2 3  . www.wingontravel.com.   [2025-08-20].
6. ↑  . 香港電台. 2020-11-30  [2020-12-01]. （原始内容存档于2021-03-08）.
7. ↑  . 永安旅遊官網. 2024-12-06 （hk）.
8. ↑  永安向下炒小股東不滿 求助議員 盼售資產後派特別息[] 蘋果日報，2010年04月20日

- 辰達永安正副主席遭中銀追討9.5億港元債務

## 外部連結
- 永安旅遊 （页面存档备份，存于）
- 永安旅遊Facebook專頁 （页面存档备份，存于）